# Aleurodicus flavus
Aleurodicus flavus là một loài côn trùng cánh nửa trong họ Aleyrodidae, phân họ Aleurodicinae.
Aleurodicus flavus được Hempel miêu tả khoa học đầu tiên năm 1922.